# 3692 Rickman
3692 Rickman (1982 HF1) là một tiểu hành tinh vành đai chính được phát hiện ngày 25 tháng 4 năm 1982 bởi E. Bowell ở Flagstaff (AM).